# 王希孟 (弘治進士)
王希孟（1475年—？），字宗哲，河南衛輝府獲嘉縣人，民籍，明朝政治人物。

## 生平
弘治十一年（1498年）戊午科河南鄉試第七十五名舉人。弘治十八年（1505年）中式乙丑科會試第一百五十二名，三甲第九十一名進士。歷官刑部主事，正德六年（1511年）九月升鸿胪寺右少卿。

## 家族
曾祖王十二；祖父王敬；父王安。前母袁氏；母李氏。永感下。